# Nyhemsveckan
Nyhemsveckan är den svenska pingströrelsens största årliga konferens. Konferensen äger rum under midsommarveckan varje år i Nyhem och samlar vanligen cirka 15 000 besökare. Den första konferensen hölls 1917. Konferensen arrangeras av Pingstförsamlingen Mullsjö-Nyhem.
Fram till och med 2008 samlades konferensdeltagarna i ett stort tält. Från 2009 började man i stället använda sig av Nyhemshallen. 

## Barnens Nyhem
På Nyhemsveckans område där det gamla tältet förut stod, har man nu i stället har "Barnens Nyhem". På detta område hålls speciella barnmöten och aktiviteter som riktar sig specifikt till barn. Barnmötena hålls traditionsenligt på morgonen när de vuxna har möte i Nyhemshallen och på kvällen (oftast kring halv sju). På morgonen hålls fyra olika sorters barnmöten på olika ställen:
- Knattemöte för 0–3 år i knattetältet
- Yngre Barnmötet för 4–8 år i Barnmötestältet
- Äldre barnmötet för 8–11 år i Lilla Stråkenhallen (inte i ett tält)
- Kidz+ för 11–13 år i mötestält på Rutan-området (inte på Barnens Nyhemsområde)

År 2016 tillkom ett nytt Barnmöte, det så kallade "unika möten", som riktar sig speciellt till barn med särskilda behov.
På Barnens Nyhem finns ledare som kallas för "umgåsare", som är med på barnmötena och på andra aktiviteter som sker på Barnens Nyhem. Umgåsarna har grön tröja på sig.  

## Nyhem:Ung
På Nyhemsveckan finns ett speciellt område på "gärdet" som kallas för "Rutan", där kan ungdomar träffas och ha kul. Där finns "Rutantältet" där de ledarna håller till. Ledarna kallas för "Nyhem:Ung-ledare" och är med på alla ungdomsmöten samt ungdomsaktiviteter.
För ungdomar finns det ett möte på morgonen som kallas för Bibelboost vilket är en sommarbibelskola.
Helgen innan midsommar börjar Nyhemsveckan med en ungdomshelg (fredag–söndag). Den helgen är det extra fokus på ungdomar med endast ungdomsmöten och andra aktiviteter för ungdomar. På ungdomshelgens möten i Nyhemshallen är det litet mer "fartigare" musik och mer ljud- och ljuseffekter samt predikan och mötesordning som passar ungdomar. 

## Bildgalleri

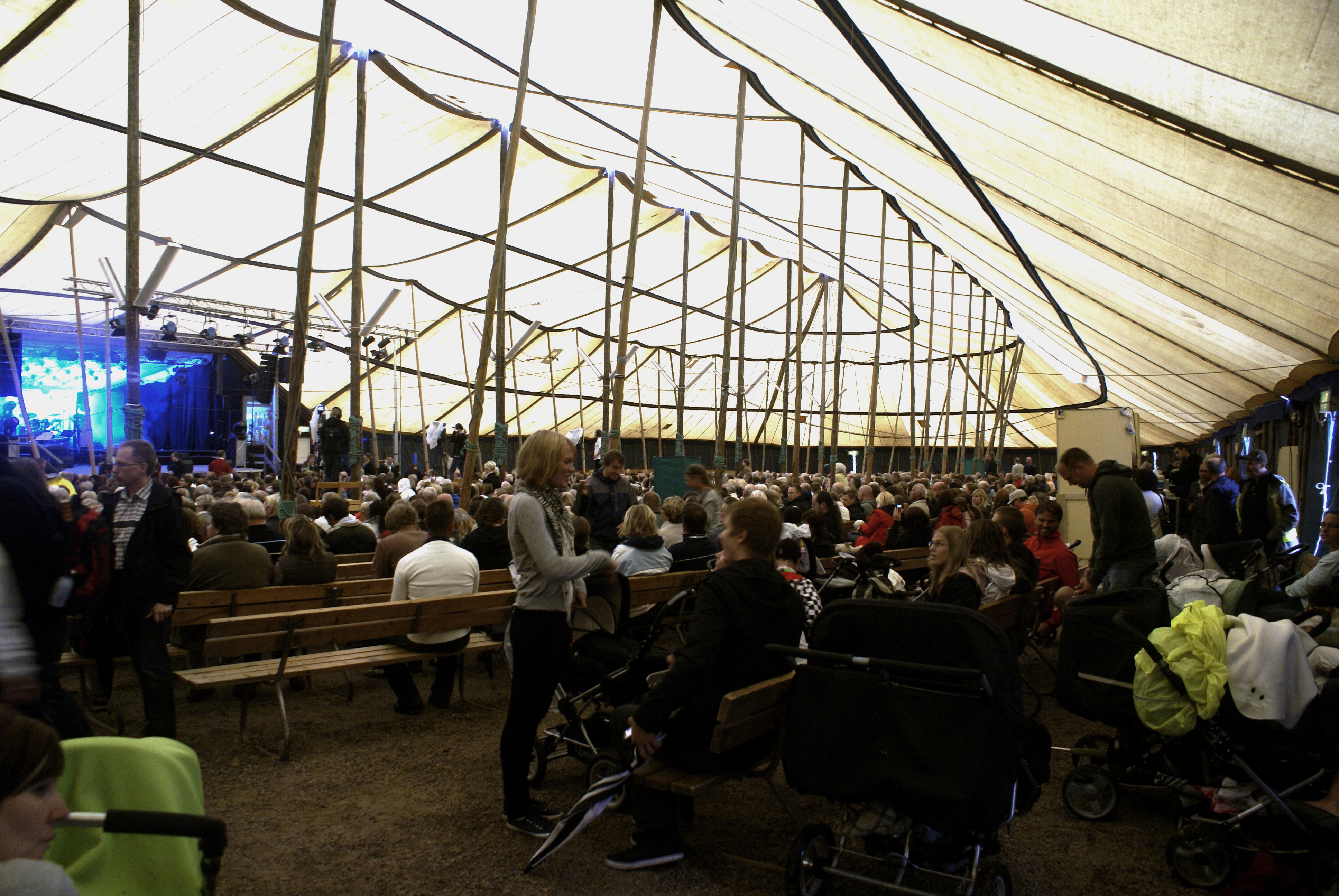
Inuti stora tältet 2008.